# .td
.td ist die länderspezifische Top-Level-Domain (ccTLD) des Staates Tschad. Sie wurde am 3. November 1997 eingeführt und wird von der Société des Télécommunications du Tchad (Deutsch etwa Gesellschaft für Telekommunikation des Tschad) in der Hauptstadt N’Djamena verwaltet.

## Eigenschaften
Domains unter .td dürfen zwischen drei und 63 Zeichen lang sein, nur alphanumerische Zeichen werden unterstützt. Die Konnektierung benötigt bis zu einer Woche.